# Il poema dei sansepolcristi
Il poema dei sansepolcristi è un breve testo poetico di Filippo Tommaso Marinetti, composto - come afferma l'autore nella dedica - "per i poeti e gli artisti futuristi italiani nel Trentennale del Futurismo".
Fu pubblicato prima nelle pagine de Il Popolo d'Italia e successivamente in un opuscolo di 15 pagine dalla "Tipografia del Popolo d'Italia" nel 1939. Ristampato nel 2019 in occasione del centenario dell'adunata di piazza San Sepolcro.
Scopo del poema era la celebrazione dell'adunata tenuta il 23 marzo 1919 a Milano in piazza San Sepolcro e in cui vennero fondati i Fasci italiani di combattimento, sotto la direzione di Benito Mussolini. In quella occasione molti futuristi, tra cui Marinetti, organizzati informalmente nel Partito Politico Futurista, confluirono nei Fasci.
Il poema è un'occasione per l'autore di ricordare con una vena di nostalgia gli scontri violenti degli anni 1918 e 1919, con futuristi, arditi, fascisti da una parte, socialisti, comunisti e anarchici dall'altra; nonché di ribadire la propria storia di sansepolcrista, ossia di fascista della prima ora (passando sotto silenzio l'uscita polemica dello stesso Marinetti dai fasci nel 1920).
Il poema non è in prosa, ma è costruito nello stile tipico di Marinetti negli anni Trenta (da lui più volte definito come aeropoesia): lunghe frasi prive di punteggiatura, sintassi quasi del tutto assente, verbi spesso all'infinito, frequenti analogie e neologismi. 
Il suo pugno stringere idee pratiche e audacie indispensabili
Geometria dei suoi gesti elegantizzati dall'entusiasmo nel cesellare rompere riplasmare e la voce li prolungava sferzando ironica o tagliando analisi in sintesi nette
Minaccia ed estasi intorno alle quadrate pause mussoliniane che nel soffitto burocratico facevano tremare antiche prudenze e meticolose avarizie di bilanci»

## Edizioni
- Filippo Tommaso Marinetti, Il poema dei sansepolcristi, Tipografia del Popolo d'Italia, 1939,  p. 15.